# Gastó d'Arràs
Gastó o Vedast d'Arràs - en llatí Vedastus, en francès Gaston, en normand, picard i flamenc Vaast, en való Waast i en anglès Foster - (Vilhac, Aquitània, o Chasluç, Llemosí, França, 453 - Arràs, 6 de febrer de 540) fou un bisbe merovingi, bisbe de la diòcesi d'Arràs i arquebisbe de Cambrai. És venerat com a sant per diverses confessions cristianes.

## Hagiografia

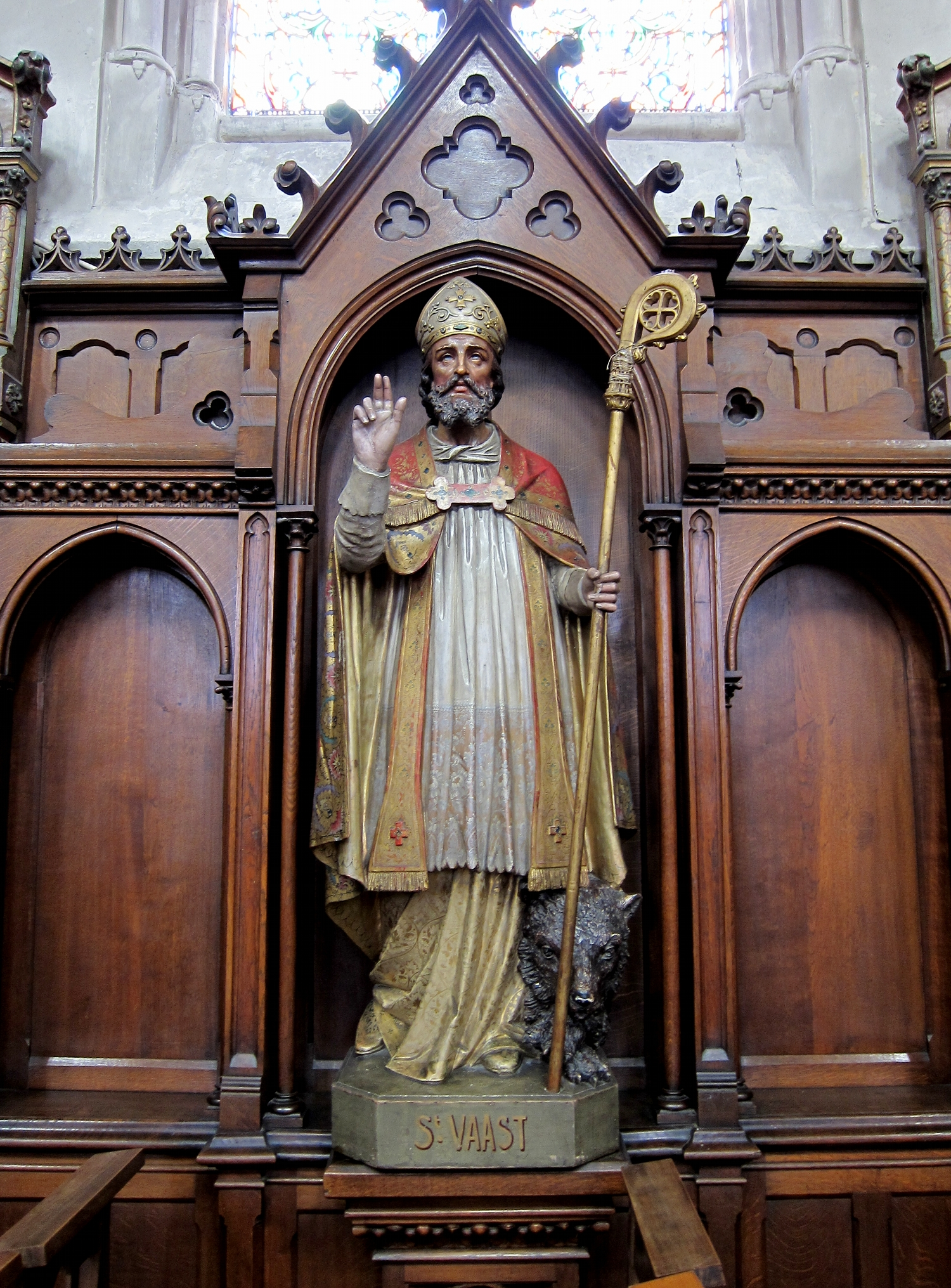
Talla a Saint Vaast de Wambrechies (Nord)

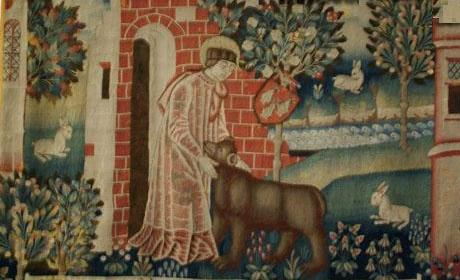
Tapís del s. XV amb Gastó i la bèstia (Arràs, Musée des beaux-arts)

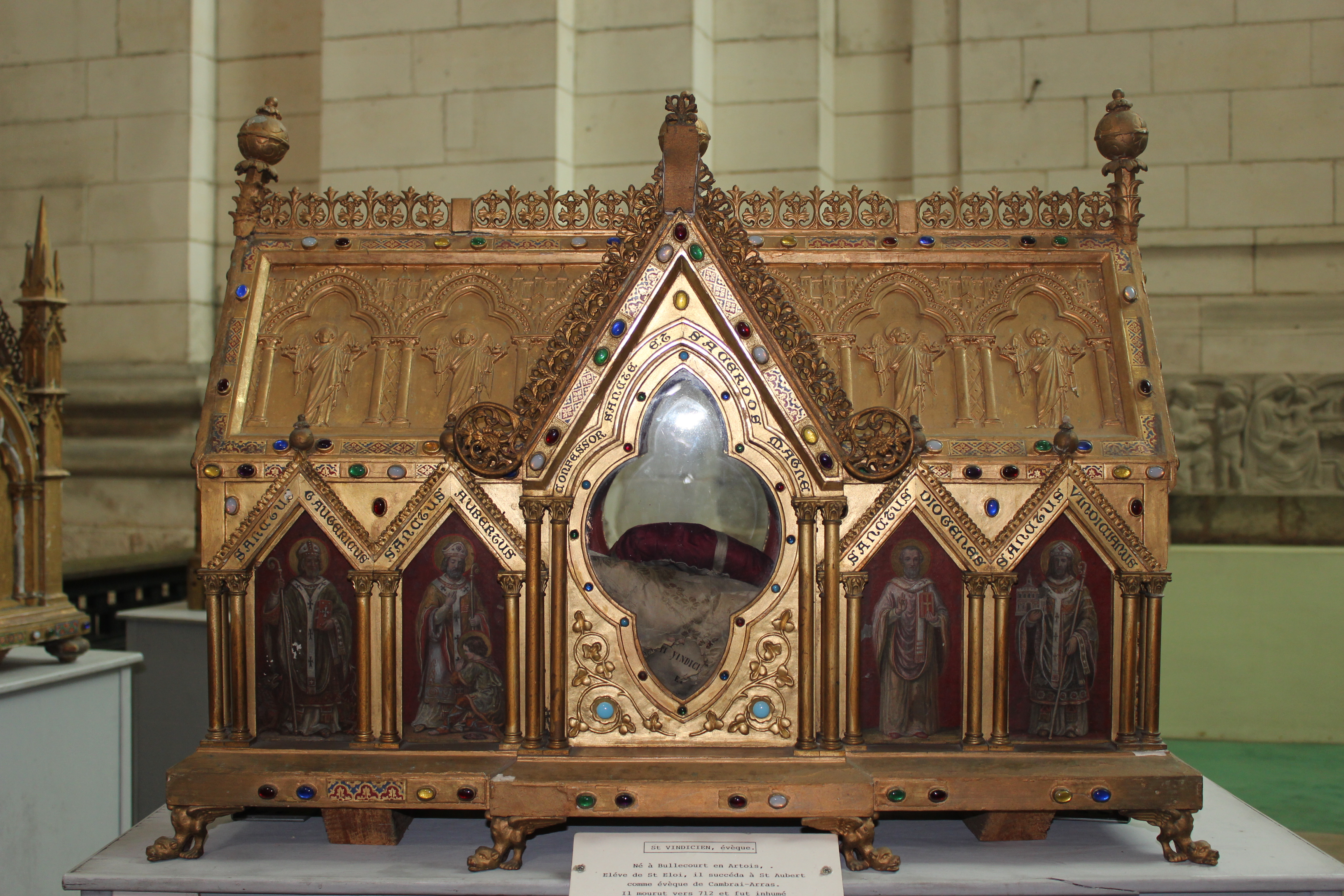
Reliquiari de Sant Gastó a la catedral d'Arràs

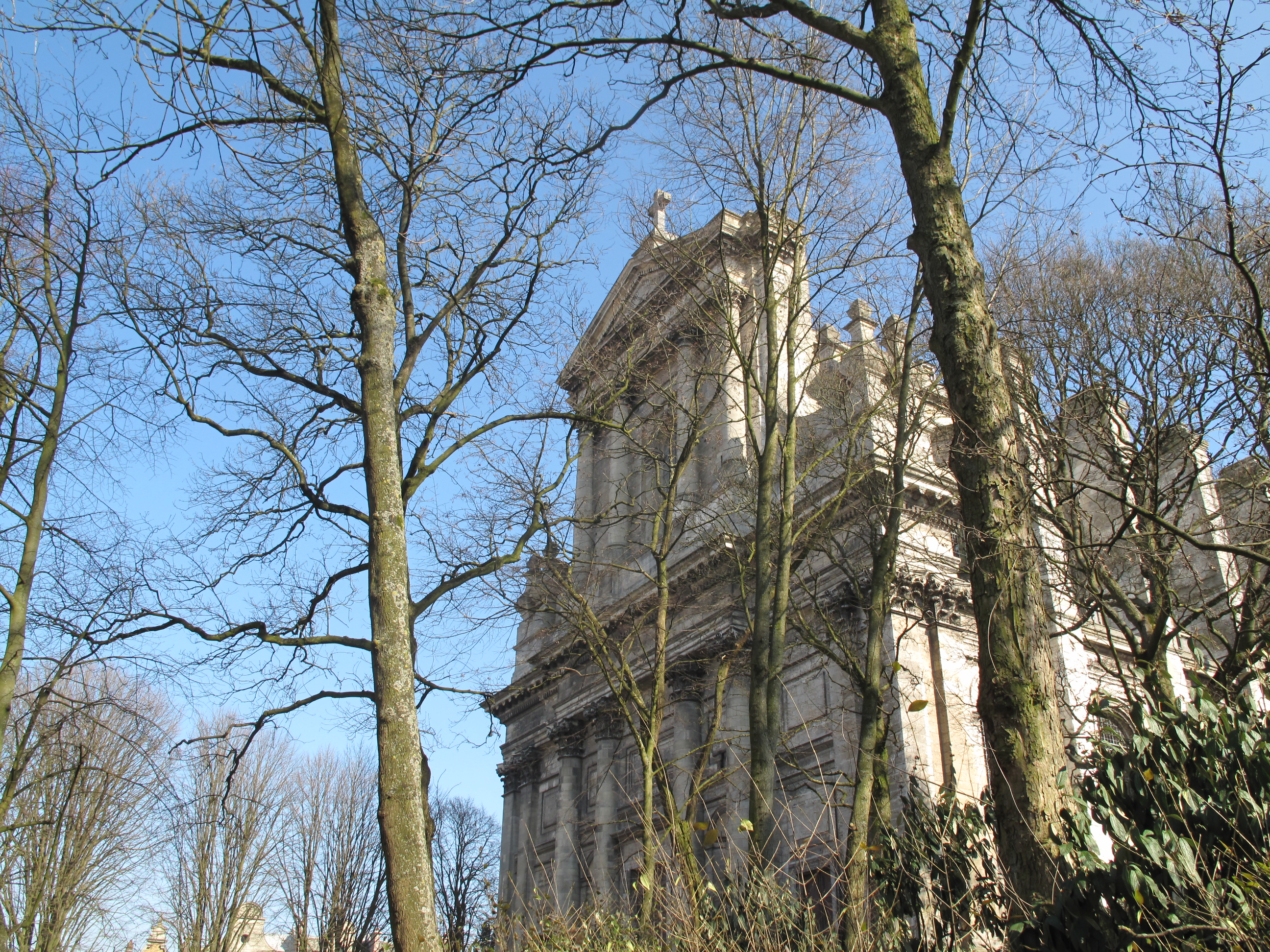
Catedral d'Arràs

Nascut en una família gal·loromana a Vilhac (Aquitània) o a Chasluç (Llemosí). Atret per la vida monàstica, deixà la seva família i es retirà com a eremita prop de la ciutat de Toul (Lorena), on anys després el bisbe l'ordenà sacerdot. La seva fama de santedat ja era gran quan l'anà a veure el rei Clodoveu I, que tornava de la batalla de Tolbiac i havia determinat de fer-se batejar. Durant la batalla, on va estar a punt d'ésser derrotat pels alamans, s'encomanà, seguint el consell de la seva esposa Clotilde de Borgonya, a Crist i prometé de batejar-se si Déu l'ajudava.
En trobar Gastó, aquest l'instruí en la fe catòlica. Després, tots dos anaren a Reims, on el bisbe Remigi el batejà, seguint immediatament després la conversió al cristianisme dels nobles i, en general, el poble. Remigi ordenà Gastó com a bisbe en 500 i l'envià a Arràs, on els huns havien esborrat el testimoni del cristianisme. Gastó reevangelitzà la regió i s'hi feu popular com a predicador i taumaturg. Més tard, Remigi el feu arquebisbe de Cambrai. Cap al 540, morí a Arras.

## Veneració
Els miracles que se li atribuïren ja en vida van fer que la seva tomba a Arràs esdevingués un lloc de culte. Al voltant s'edificà el monestir de Saint-Waast. Les relacions d'Arras amb Anglaterra van fer que, des del segle x, el culte s'hi estengués: l'església de Foster Lane, a Londres, hi estava dedicada, i altres al Lincolnshire i a Norwich.
L'església abacial és avui catedral d'Arràs, on es conserva un reliquiari amb les restes del sant.

## Llegendes
La Llegenda àuria explica que prop d'Arras, Gastó trobà una església abandonada on un llop (o un os) hi havia fet el cau: el bisbe l'ordenà de deixar-la i la bèstia, obedient, en marxà per sempre més. En una altra ocasió, aconseguí que un llop deixés marxar una oca que tenia a la boca, i la boca tornà il·lesa amb el seu amo.
En un banquet, on era convidat pel cabdill pagà Ocí, va pregar i es trencaren totes les àmfores de cervesa amb què els convidats havien d'embriagar-se: Gastó declarà que havia estat per fer-ne fora els dimonis.
La nit abans de morir, la gent veié al cel un núvol lluent en forma de columna de foc que pujava de la casa del bisbe cap al cel. Gastó reuní els sacerdots, els donà els darrers consells i morí serenament, mentre se sentia un cant dolcíssim dels àngels.